# Sirahia
Sirahia is een bestuurslaag in het regentschap Nias Selatan van de provincie Noord-Sumatra, Indonesië. Sirahia telt 1676 inwoners (volkstelling 2010).